# ميخائيل دوسيت
ميخائيل دوسيت (بالإنجليزية: Michael Doucet)‏ هو كاتب أغاني ومغني أمريكي، ولد في 14 فبراير 1951 في سكوت في الولايات المتحدة.

## وصلات خارجية
- ميخائيل دوسيت على موقع IMDb (الإنجليزية)
- ميخائيل دوسيت على موقع ميوزك برينز (الإنجليزية)
- ميخائيل دوسيت على موقع أول موفي (الإنجليزية)
- ميخائيل دوسيت على موقع أول ميوزيك (الإنجليزية)
- ميخائيل دوسيت على موقع ديسكوغز (الإنجليزية)
- ميخائيل دوسيت على موقع كينوبويسك (الروسية)